# Regulationsstörungen im Säuglingsalter
Eine Regulationsstörung im Säuglingsalter (früher teilweise auch Dreimonatskoliken genannt) bezeichnet die außergewöhnliche Schwierigkeit eines Säuglings, sein Verhalten in einem, häufig aber in mehreren Interaktions- und regulativen Kontexten (Selbstberuhigung, Schreien, Schlafen, Füttern, Aufmerksamkeit) angemessen zu regulieren.
Säuglingen und Kleinkindern ist es nur möglich, ihr Verhalten in der Interaktion zu regulieren, d. h., sie können dies nur im direkten Austausch mit ihren Eltern. Aus diesem Grund findet man Regulationsstörungen häufig zusammen mit Belastungen oder Störungen der frühen Eltern-Kind-Beziehungen.

## Prävalenz
Das Auftreten früher Regulationsstörungen wird teilweise recht unterschiedlich bewertet. Beim exzessiven Schreien beträgt diese in den ersten drei Monaten zwischen 16 und 29 %. Bei 8,3 % dieser Säuglinge persistierte das Schreien über den dritten Lebensmonat hinaus.
Die Kriterien für eine Schlafstörung sind nicht einheitlich definiert worden. Geht man aber von einem mindestens dreimaligen Aufwachen pro Nacht in mindestens fünf Nächten pro Woche bei mindestens dreimonatiger Dauer aus, ergibt sich eine Prävalenz von etwa 15 – 20 %.
Schwere persistierende Fütterprobleme wurden in 3 bis 10 % der Fälle gefunden. Leichte bis mittlere Probleme in 15 – 20 %. Zusätzlich konnten Gedeihstörungen in 3 – 4 % der Fälle gefunden werden.

## Ursachen

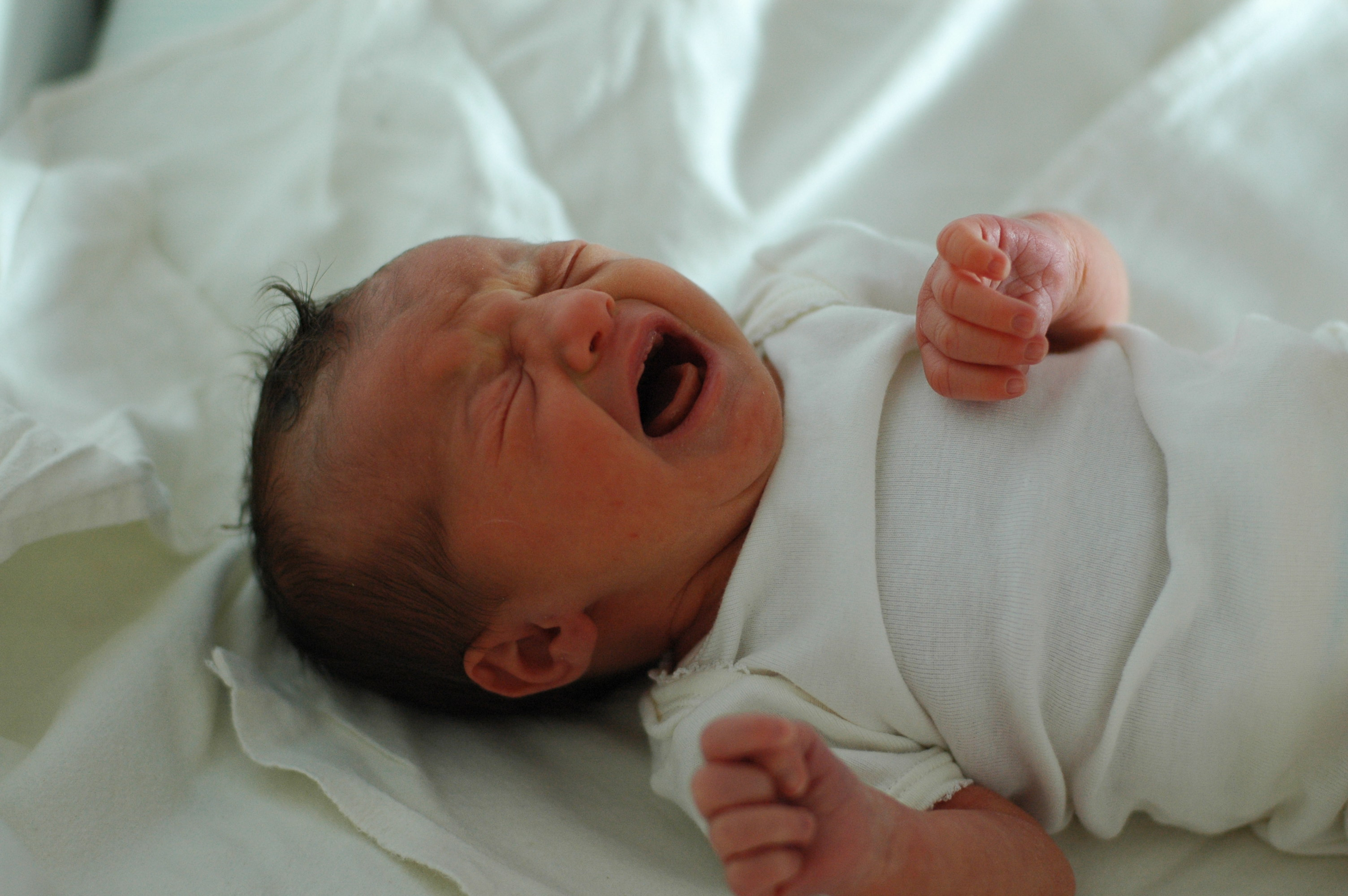
Schreiender Säugling

Die frühe Mutter-Kind-Beziehung besteht aus einer komplexen nonverbalen Kommunikation, die sich hauptsächlich auf den Blickkontakt, Lautäußerungen und Berührungen beider Interaktionspartner, also dem Säugling und seiner Bezugsperson, stützt. Diese soziale Wechselwirkung erfüllt unter anderem den Zweck, dass der Säugling sich, sein Verhalten und seine Affekte regulieren kann. Der Säugling ist hierbei auf die intuitive, co-regulatorische Unterstützung seiner Bezugspersonen angewiesen. Schon vergleichsweise geringe Störungen in dieser Interaktion können große Auswirkungen auf die Entwicklung des Säuglings nehmen. Misslingt dieses Zusammenspiel und lässt sich der Säugling nicht beruhigen, entstehen bei den Eltern oft Hilflosigkeit, Ohnmacht, Frustration, Wut, Angst vor Ablehnung, Depression, Aggression etc. Hierbei verstärken ungünstige psychosoziale Faktoren häufig den Leidensdruck auf Seiten der Eltern. Ein Teufelskreis entsteht, da die intuitiven Kompetenzen der Eltern so noch weniger zur Geltung kommen. Dies kann durch ein ungünstiges Temperament der Kinder verstärkt werden.
Es hat sich gezeigt, dass belastende psychosoziale Faktoren auf Seiten der Mutter, gekoppelt mit sozioökonomischen Stressfaktoren, das Risiko für die Entwicklung einer Regulationsstörung erhöhen. Als häufige psychosoziale Belastungen werden u. a. angegeben:
- prä- und postnataler Stress
- schwere Schwangerschaft und/oder Geburt,
- Paarkonflikte,
- Konflikte in und mit der Herkunftsfamilie und
- psychische Erkrankungen[10][11]

## Diagnose

### Leitsymptome
Exzessives Schreien
- Akut auftretende, unstillbare Schrei- oder Unruheepisoden ohne erkennbare Ursache,
- Fehlendes Ansprechen auf angemessene Beruhigungshilfen,
- Kurze Tagschlafphasen (meist < 30 Minuten Dauer) mit ausgeprägten Einschlafproblemen,
- Gehäuftes Auftreten in den Abendstunden mit abendlicher kumulativer Überreizung/Übermüdung,
- Evtl. geblähtes Abdomen, hochrotes Hautkolorit und Hypertonie der Muskulatur (klinisches Syndrom der sog. "Säuglingskoliken").[12][13]

Hierbei kann man sich an die sogenannte Dreierregel von Wessel u. a. (1954) halten: durchschnittliche Schrei-/Unruhedauer von mehr als 3 Stunden pro Tag an durchschnittlich mindestens 3 Tagen der Woche über mindestens 3 Wochen.
Schlafstörungen
- Einschlafprobleme mit protrahierter (= verzögerter) Einschlafdauer
- Abendliches/nächtliches Einschlafen nur mit elterlichen Einschlaf- und Regulationshilfen
- Wiederholtes nächtliches Aufwachen mit Schrei- und Unruhephasen
- Schlafen im elterlichen Bett, sofern dies von den Eltern als störend empfunden wird
- Phasenverschiebung in der cirkadianen Verteilung der Schlaf-Wach-Phasen

Fütterstörung
- Nahrungsverweigerung mit oder ohne angstgetönte Abwehr
- Rumination/Erbrechen
- Von den Eltern als provokativ empfundenes Essverhalten
- Grob altersunangemessenes Essverhalten
- Bizarre Essgewohnheiten hinsichtlich Art und Anzahl akzeptierter Nahrungsmittel
- Altersunangemessener Kontext der Fütterung (z. B. hinsichtlich Fütterungsposition, Fütterungszeit)
- Kau-, Saug- und Schluckprobleme.[1]

### Diagnoseerhebung
Eine Diagnose wird hauptsächlich durch die Beobachtung der Interaktion zwischen dem Säugling und seiner Mutter erstellt. Eine körperliche Erkrankung muss ausgeschlossen sein. Durch eine sorgfältige Anamnese oder Tagebücher, etwa über die Verteilung des Schreiens oder die Essenszufuhr, wird versucht, problematische Situationen im Tagesablauf zu identifizieren.
Weiter notwendige Schritte sind die:
- Pädiatrisch-entwicklungsneurologische/-psychologische Anamnese zur Beurteilung einer möglichen Entwicklungsretardierung,
- Erhebung der Verhaltensentwicklung des Säuglings im Kontext der Entwicklung der Eltern-Kind-Beziehungen,
- Qualitative Einschätzung der elterlichen Paarbeziehung einschließlich der Bewältigung des Übergangs zur Elternschaft,
- Erfassung von biologischen und psychosozialen Belastungen des Kindes und der Eltern,
- Erhebung der elterlichen Vorerfahrung mit Schrei- und Unruhephasen in der eigenen Kindheit/Vorgeschichte,
- Bei Schlafstörungen zusätzlich: Schlafgewohnheiten der Familie, Einschlafrituale,
- Bei Fütterstörungen zusätzlich: Ernährungs-/Stillanamnese.

Auch die psychosozialen Begleitumstände der Eltern müssen erfasst werden, um zu möglichen Belastungen Hilfen anbieten zu können.
Ausschlussdiagnosen, also sonstige Diagnosen, bei denen keine Regulationsstörung diagnostiziert werden sollte, sind:
Bei exzessivem Schreien:
- Hirnorganische Schädigungen, die mit einer hierdurch bedingten vermehrten Schrei- und Unruheneigung des Säuglings einhergehen.
- Kindesmisshandlung als Ursache von exzessivem Schreien.

Bei Schlafstörungen:
- Schlaf-Apnoe-Syndrom
- Hirnorganische Störungen (z. B. zerebrale Anfälle), die mit einer Störung in der Schlaf-Wach-Regulation einhergehen können, soweit die Schlafstörung eindeutig in ursächlichem Zusammenhang mit dieser Störung steht.[1]

### Klassifikation
Die bestehenden Diagnosemanuale, vor allem die ICD-10 und das DSM-IV sind nicht auf den aktuellen Stand der Forschung ausgerichtet. Aus diesem Grund können die Regulationsstörungen nicht korrekt klassifiziert werden. Hierbei stehen für die entsprechenden Störungen meist Diagnosen zur Verfügung, die nicht auf die Störung der Eltern-Kind-Beziehung ausgerichtet sind.
Aus dem englischen Sprachraum stammt das Diagnosemanual „Zero-to-Three“ des National Center for Infants, welches im Deutschen als „Diagnostische Klassifikation: 0 - 3. Seelische Gesundheit und entwicklungsbedingte Störungen bei Säuglingen und Kleinkindern“ erhältlich ist. Hier ist eine multiachsiale Bewertung, also die Einschätzung der Krankheit auf mehreren Ebenen möglich. Die verschiedenen Achsen sind:
1. Primäre Klassifikation der klinischen Störung des Kindes
2. Klassifikation der Eltern-Kind-Beziehung
3. Medizinisch-neurologische Störungen und Entwicklungsstörungen (nach ICD-10)
4. Psychosoziale Belastungsfaktoren
5. Emotionales und soziales Funktionsniveau

Auf der ersten Achse wird die grundlegende Störung erfasst und benannt. Auf der zweiten Achse wird die Eltern-Kind-Beziehung eingeschätzt und wird beispielsweise als ängstlich-angespannt oder überinvolviert o. a. klassifiziert. Auf der dritten Achse werden medizinische Störungen analog zum ICD-10 bewertet. Auf der vierten Achse wird die Belastung der Bezugspersonen bewertet und auf der letzten das emotionale und soziale Funktionsniveau kurz beschrieben.

## Komorbidität
Die Komorbidität bezeichnet das gehäufte Vorkommen einer Störung in Verbindung mit einer oder mehrerer weiterer. Regulationsstörungen im Säuglingsalter treten gehäuft auf mit:
- Mütterliche psychische Beeinträchtigung, Einschränkung des mütterlichen Selbstwertgefühls, mütterliche Ängste
- Mütterliche Depressivität, insbesondere postnatale Depression
- Neurotische, Belastungs-, Anpassungs- und somatoforme Störungen
- Persönlichkeitsstörungen
- Sonstige psychiatrische Erkrankungen der Eltern
- Kindesvernachlässigung und -misshandlung können vor allem mit exzessivem Schreien assoziiert sein.[1]

Allerdings haben die meisten Eltern keine psychischen Schwierigkeiten und bedürften allein keiner Behandlung.

## Behandlung
Erfolgreich sind verschiedene Formen der Eltern-Kind-Beratung/Psychotherapie. Diese konzentrieren sich meist auf die Interaktion und/oder die elterlichen Vorstellungen von dem Kind und benötigen i. d. R. nur wenige Sitzungen. In schweren Fällen, vor allem wenn die Eltern selber eine Psychopathologie aufweisen, etwa eine schwere postnatale Depression, die Eltern stark erschöpft sind, etwa die Mutter keine Entlastung durch ihren Partner erfährt oder besonders belastende psychosoziale Umstände vorliegen, kann auch eine stationäre Eltern-Kind-Psychotherapie indiziert sein. Es werden auch videogestützte Beratungs- und Psychotherapieansätze empfohlen.
Um Hilfe zu erhalten, können betroffene Eltern eine in vielen Städten vorhandene „Schreiambulanz“ („Schreibabyambulanz“) aufsuchen. Diese sind häufig an sozialpädiatrische Zentren angeschlossen. Auch einige Kinder- und Jugendpsychiater oder Kinder- und Jugendlichenpsychotherapeuten bieten entsprechende Beratung und Therapie an. Auch in der Ambulanz einiger Kliniken für Kinder- und Jugendpsychiatrien wird eine Beratung für Eltern, die speziell auf Störungen in den ersten drei Lebensjahren ausgerichtet ist, angeboten.
Sollten besonders belastende psychosoziale Umstände vorherrschen, können auch familienentlastende Dienste wie Kinderbetreuung oder Kinderkrankenpflege eingesetzt werden. Auch eine sozialpädagogische Familienhilfe kann in belastenden psychosozialen Situationen hilfreich sein.
Eine amerikanische Übersichtsarbeit hat versucht, alle verfügbaren Studien mit der Behandlung von Medikamenten daraufhin zu analysieren, welche Behandlung des exzessiven Schreiens, was auch als Dreimonatskolik bezeichnet wird, nach wissenschaftlichen Gesichtspunkten tatsächlich wirksam ist. Unter verschiedenen zum Einsatz kommenden Medikamenten zeigte lediglich Dicyclomin, eine Substanz aus der Gruppe der Anticholinergika, einen messbaren Effekt. Allerdings ist es in Deutschland nicht erhältlich und hat selbst in den USA und Kanada wegen vereinzelter ernsthafter Nebenwirkungen für die entscheidende Altersgruppe unter sechs Monaten keine Zulassung. Als wirkungslos wurden die auch in Deutschland weit verbreiteten Simeticon-Präparate wie auch das ebenfalls zu den Anticholinergika gehörende Scopolamin eingestuft.